# نورس البحر المتوسط
نورس البحر المتوسط (الاسم العلمي: Ichthyaetus melanocephalus) (بالإنجليزية: mediterranean gull)‏ هو نوع من الطيور يتبع جنس نورس السمك من الفصيلة النورسية.

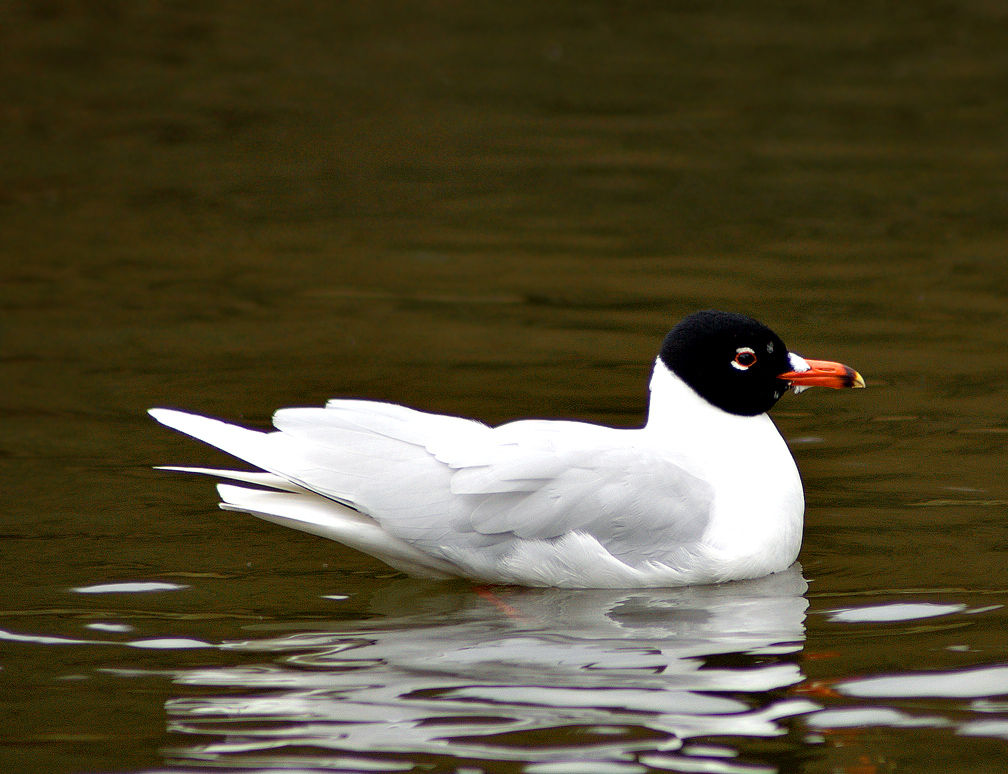
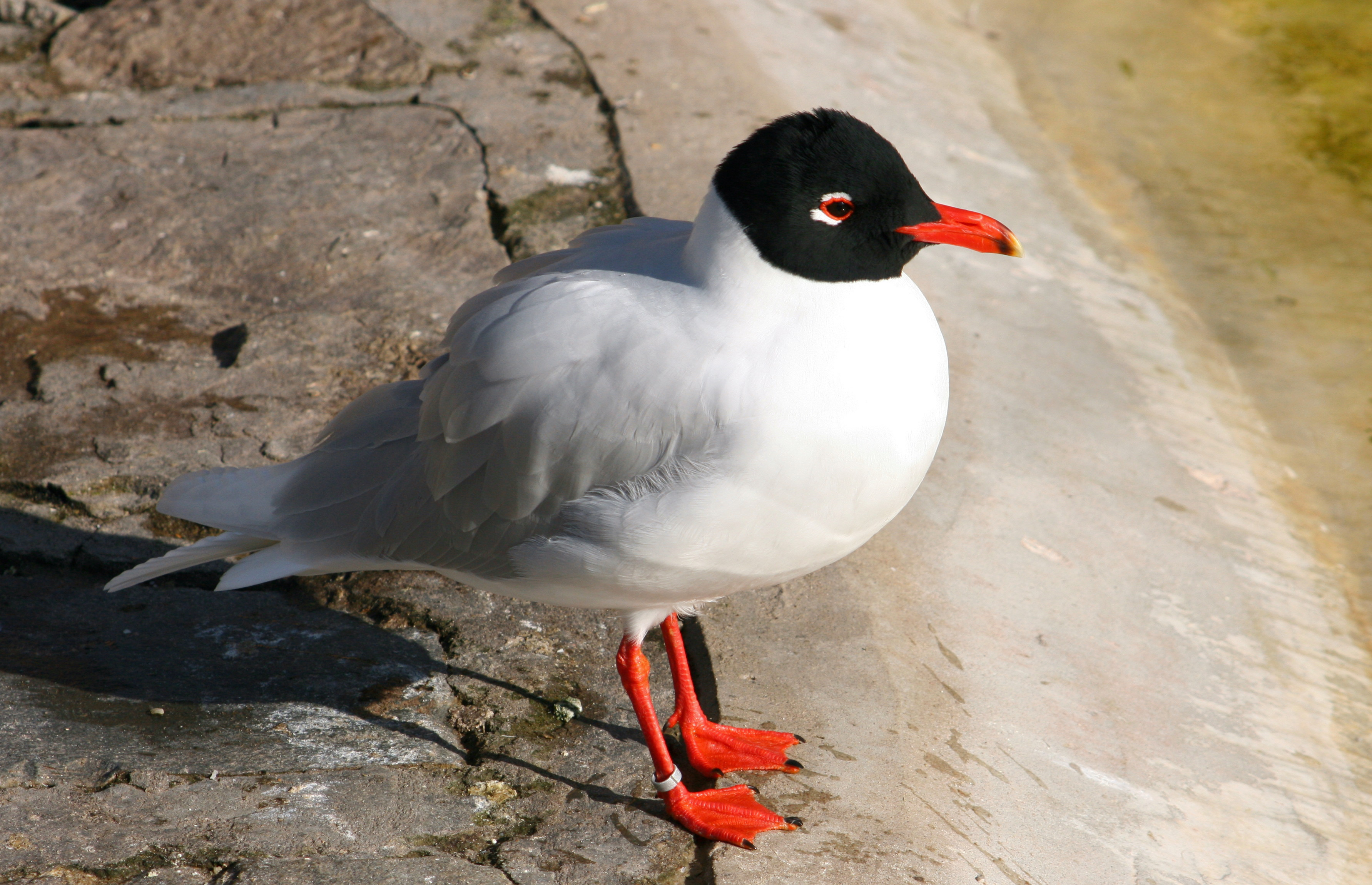
صغير نورس البحر المتوسط
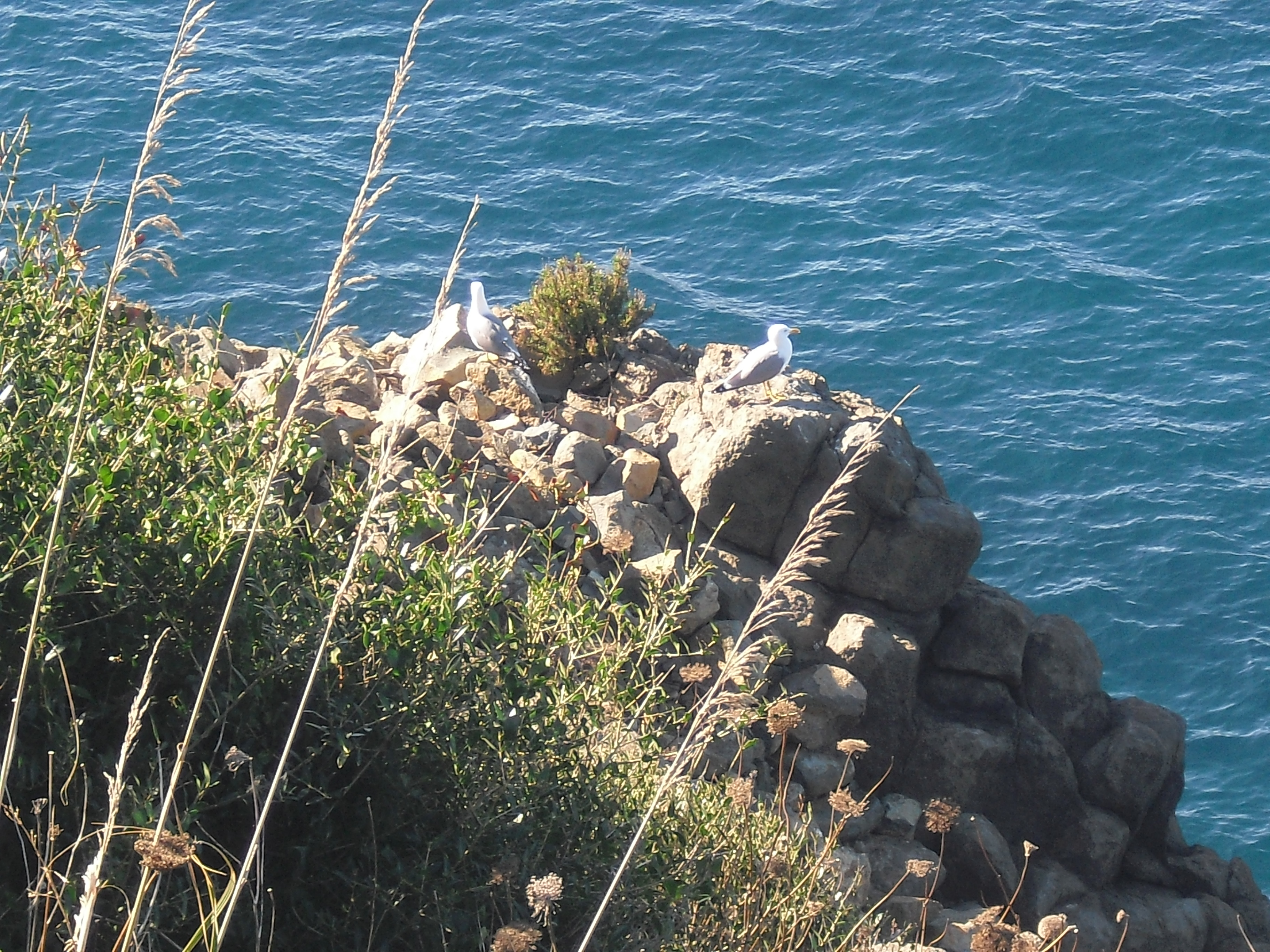
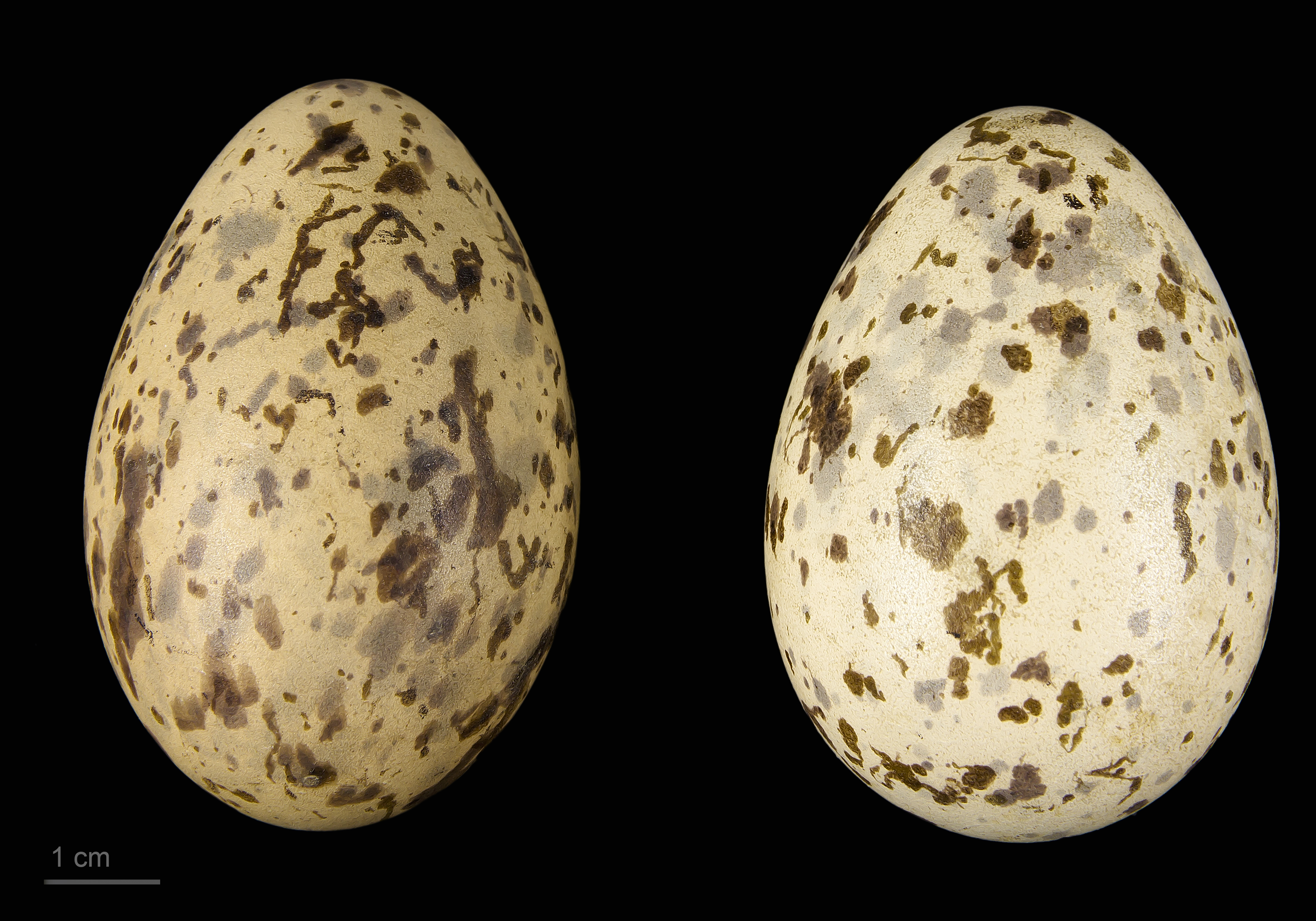
Museum specimen